# Ephemerella mucronata
Ephemerella mucronata är en dagsländeart som först beskrevs av Simon Bengtsson 1909.  Ephemerella mucronata ingår i släktet Ephemerella och familjen mossdagsländor. Arten är reproducerande i Sverige. Inga underarter finns listade i Catalogue of Life.